# Centro Universitário do Rio Grande do Norte

O Centro Universitário do Rio Grande do Norte, mais conhecido por sua sigla UNI-RN é uma instituição privada de ensino superior mantida pela Liga de Ensino do Rio Grande do Norte localizada na cidade brasileira de Natal, no Rio Grande do Norte. 